# Aragats (Aragatsotn)
Aragats (in armeno Արագած?; fino al 1948 Kaznafar e Ghazanfar) è un comune dell'Armenia di 2 961 abitanti (2010) della provincia di Aragatsotn.